# Nationalisme territorial
Le nationalisme territorial décrit une forme de nationalisme basée sur des valeurs issues d'une idéologie politique d'allégeance à l'État et parfois à la Constitution. Ce qui n'empêche pas des groupes de citoyens de se définir par ailleurs comme membres de « nationalités » différentes les unes des autres et bénéficiant éventuellement de territoires autonomes ou de réserves au sein de l'État, comme, aux États-Unis (anglais: peoples ou ethnicity), en ex-Union soviétique (russe: Национальный Народность - Natsionalnyï narodost) soit «nationalité populaire» ou en République populaire de Chine (chinois: 少数民族 - shǎoshù mínzú) soit «groupe national».
Le nationalisme territorial n'est exclusif ni du nationalisme ethnique, l'ethnonationalisme est inspiré par des notions issues du droit du sang; ni du nationalisme culturel : Anthony D. Smith écrit que le terme d'État-Nation devrait être réservé à des États où ne vit qu'une seule « nationalité » ethno-culturelle, soit à moins de 10% d'entre-eux; ni du nationalisme civique inspiré par le droit des personnes et qui idéalise la citoyenneté au détriment de l'ethnicité : Athena S. Leoussi et Anthony D. Smith écrivent en 2001 que la révolution française est une « révolution nationaliste territoriale ».
Le nationalisme territorial est basé sur la croyance quasi religieuse que tous les citoyens d'un territoire doivent allégeance à leur pays de naissance ou d'adoption. Cela implique que chaque individu doit appartenir à une nation, mais peut choisir à laquelle se joindre. La nation ou la mémoire collective qu'elle évoque sont sacralisés, de même que la citoyenneté est idéalisée et l'égalité devant la loi est indispensable. Une des caractéristiques du nationalisme territorial est l'instauration d'une culture de masse étatique fondée sur les valeurs et les traditions communes des populations de ce territoire,. 

## Nationalisme territorial en Europe
En Europe occidentale l'identité nationale a tendance à être plus basée sur l'endroit où une personne est née, alors qu'en Europe centrale et orientale elle se base encore beaucoup sur l'appartenance ethno-culturelle et l'histoire propre à chaque groupe. Les chercheurs ont fait valoir que cela pourrait être expliqué par le fait que ces derniers États sont historiquement moins anciens, soit que leur indépendance soit récente, soit qu'ils l'aient récemment recouverte après des siècles d'allégeance à d'anciens États impériaux. Les régimes communistes du bloc de l'Est ont activement agi pour éradiquer les identités historiques des peuples soumis, identités qualifiées de « nationalisme bourgeois » donc d'« idéologies bourgeoises, rétrogrades et réactionnaires ». En Union soviétique, cela a conduit à la russification forcée et à d'autres tentatives pour remplacer les autres cultures de l'Union soviétique par la culture russe dont le nationalisme, jugé compatible avec les intérêts soviétiques, a en revanche été encouragé. La Yougoslavie, communiste mais hors du bloc de l'Est, a pour sa part développé le « yougoslavisme » pour rapprocher ses différentes « nationalités ».

## Nationalisme territorial au Moyen-Orient
Bien que le nationalisme territorial soit en contraste avec l'universalité affichée de l'Islam, l’Égypte et la Tunisie en particulier, avaient des politiques nationalistes territoriales après l'indépendance. Cela a été progressivement remplacé par le panarabisme dans les années 1950, mais celui-ci a diminué au milieu des années 1970,.

## Nationalisme territorial en Amérique du Nord
Tout comme en Europe occidentale, l'identité nationale a tendance à être plus fondée sur l'endroit où une personne est née que sur son origine ethnique ce qui n'empêche pas la reconnaissance de « nationalités » (anglais peoples), parfois qualifiées de « races » comme les Blancs anglo-saxons, les Italo-Américains (regroupés en « Caucasiens »), les Hispano-Américains (regroupés avec les autres « Latinos »), les Afro-Américains ou les Natifs-Américains.